# David Richter (Fußballspieler)
David Richter (* 17. März 1999 in Berlin) ist ein deutscher Fußballspieler. Seit Januar 2025 steht der Torwart beim Drittligisten SV Sandhausen unter Vertrag.

## Sportlicher Werdegang
Nach seinen Anfängen in der Jugend von Tennis Borussia Berlin, für die er 23 Spiele in der B-Junioren-Bundesliga bestritt, wechselte er im Sommer 2016 in die Jugendabteilung des FC Rot-Weiß Erfurt. Im Sommer 2018 wechselte er zum Regionalligisten FSV Union Fürstenwalde. Für seinen Verein erzielte er im September 2019 im Spiel gegen den FC Viktoria 1889 Berlin den Treffer zum 2:2-Ausgleich in der Nachspielzeit. Nach 37 Ligaspielen in drei Spielzeiten wechselte er im Sommer 2021 in die Regionalliga Südwest zu den Kickers Offenbach.
Im Sommer 2023 wechselte er zum TSV 1860 München in der 3. Liga. Seinen ersten Profieinsatz hatte er am 15. Oktober 2023, dem 11. Spieltag der Spielzeit 2023/24, als er beim 1:1-Auswärtsunentschieden gegen Preußen Münster den verletzten Marco Hiller vertrat. Zunächst hielt Cheftrainer Argirios Giannikis auch nach der Rückkehr Hillers an Richter fest, nach einer Serie von vier Niederlagen vor der Winterpause rotierte er jedoch auf der Torhüterposition vor Beginn der Rückrunde wieder zurück zu Hiller. Zweimal kam Richter anschließend noch in der Rückrunde zum Einsatz.
Zur Spielzeit 2024/25 schloss er sich dem VfL Osnabrück an. Nachdem er anfangs Stammspieler beim Zweitligaabsteiger war, wechselte Trainer Pit Reimers nach dem missglückten Saisonstart und dem Abrutschen auf den letzten Tabellenplatz die Torhüter und hievte den Schweden Lukas Jonsson zwischen die Pfosten, der sich auch nach einem Trainerwechsel zu Marco Antwerpen als neuer Stammtorhüter etablierte. Bereits im Januar 2025 wechselte er daher zum Ligakonkurrenten SV Sandhausen, bei dem sich Timo Königsmann einen Kreuzbandriss zugezogen hatte. Am 7. Februar 2025 stand Richter beim 1:0-Sieg gegen Arminia Bielefeld erstmals für die Sandhausener zwischen den Pfosten.

## Erfolge
FSV Union Fürstenwalde
- Brandenburgischer Landespokalsieger: 2020

Kickers Offenbach
- Hessenpokal-Sieger: 2022